# Torneo Nacional de Clubes 2023
El Torneo Nacional de Clubes de 2023 fue la vigésimo sexta edición del torneo de rugby más importante de clubes de Argentina.

## Formato
Se enfrentaron los campeones de los dos principales torneos de rugby de Argentina, el Torneo de la URBA y el Torneo del Interior A.

## Participantes
| Liga                       | Ganador                  |
| -------------------------- | ------------------------ |
| Top 12 de la URBA 2023     | San Isidro Club          |
| Torneo del Interior A 2023 | Universitario Rugby Club |

## Encuentro
| 18 de noviembre de 2023 | San Isidro Club | 25 - 18 | Universitario Rugby Club | Cancha de San Isidro Club, San Isidro |  |

| Bandera de Argentina    |
| Campeón San Isidro Club |
| Quinto título           |